# 14e étape du Tour d'Italie 2021
Pour un article plus général, voir Tour d'Italie 2021.
La 14e étape du Tour d'Italie 2021 se déroule le samedi 22 mai 2021 entre Cittadella et le Monte Zoncolan, sur une distance de 204 km. Elle a été remportée par Lorenzo Fortunato de l'équipe cycliste Eolo-Kometa dont c'est la première victoire dans le circuit UCI World Tour et la première victoire professionnelle pour ce coureur.

## Profil de l'étape
Cette quatorzième étape est l'une des plus difficiles de ce Giro 2021. Par sa longueur (205 km) et par son arrivée au sommet du célèbre Monte Zoncolan. Partant de la ville médiévale fortifiée de Cittadella, l'étape commence par 130 kilomètres relativement plat. La première difficulté significative est l'ascension du Monte Rest (2ème catégorie, sommet à 58 kilomètres de l'arrivée). Après la descente, les coureurs entament la montée finale de 13 km vers le Monte Zoncolan. Cette ascension se passe par la face orientale via les villages d'Arta Terme et de Sutrio. La montée se fait crescendo. Les 10 premiers kilomètres empruntent des routes larges avec des virages en épingle et des pentes avoisinant les 7 et 8 %. Les deux kilomètres suivants épousent des pentes sévères (moyenne de 12 % avec un passage à 25 %) sur une route plus étroite et avec moins de virages. Le dernier kilomètre est encore plus raide avec une ascension moyenne à 14,7 % comprenant une section de 500 m à une moyenne de 20,4 % dont un passage à 27 %.

## Déroulement de la course
Après une dizaine de kilomètres, l'échappée du jour prend forme. Elle se compose de 11 coureurs représentant 8 équipes : Vincenzo Albanese et Lorenzo Fortunato (Eolo-Kometa), George Bennett et Edoardo Affini (Jumbo-Visma), Bauke Mollema et Jacopo Mosca (Trek-Segafredo), Andrii Ponomar (Androni-Giocatolli), Jan Tratnik (Bahrain-Victorious), Rémy Rochas (Cofidis), Nelson Oliveira (Movistar) et Alessandro Covi (UAE). Au pied du Monte Rest, l'avance des fuyards sur le peloton dépasse les huit minutes mais, au sommet de ce col, elle se réduit à moins de six minutes. Dans la descente du Monte Rest, sous la conduite de l'équipe Astana, un groupe de sept coureurs comprenant le maillot rose Egan Bernal et son dauphin au classement général Aleksandr Vlasov prend de l'avance sur le peloton. Mais ce groupe est rattrapé par le peloton à 40 kilomètres du terme alors que l'échappée matinale compte encore à ce moment un avantage de cinq minutes.
Au pied du Monte Zoncolan, col de première catégorie, dernière ascension et arrivée du jour, les échappés ont repris un peu d'avance et comptent plus de six minutes d'avance sur le peloton. Dès les premières pentes du Monte Zoncolan, plusieurs coureurs du groupe de tête lâchent prise pendant que Tratnik s'isole à l'avant. À 7 kilomètres du sommet, il est rejoint par Fortunato. Derrière les deux leaders, un quatuor se forme. Il se compose de Bennett, Oliveira, Mollema et Covi. Dans le peloton que les équipiers Ineos-Grenadiers de Bernal emmènent, Vincenzo Nibali (Trek Segafredo) est lâché à 7 km de l'arrivée.  À 3,5 kilomètres du sommet, le duo de tête Fortunato Tratnik compte encore quatre petites minutes d'avance sur le peloton. Dans les portions les plus pentues, à 2 km du terme, Fortunato lâche Tratnik et file vers la victoire. Dans le peloton, Remco Evenepoel (Deceuninck-Quick Step) est distancé alors que Simon Yates (BikeExchange) attaque. Le Britannique est suivi par le seul Bernal. L'Italien Lorenzo Fortunato remporte l'étape suivi par Jan Tratnik et Alessandro Covi. Parmi les favoris, Bernal distance Yates, termine quatrième de l'étape à 1 minute 43 secondes du vainqueur et augmente son avance sur tous ses adversaires du classement général.

## Résultats

### Classement de l'étape
| \| Classement de l'étape \| Classement de l'étape \| Classement de l'étape \| Classement de l'étape \| Classement de l'étape \| \| Coureur \| Coureur \| Pays \| Équipe \| Temps \| \| --------------------- \| --------------------- \| --------------------- \| --------------------- \| --------------------- \| \| 1er \| Lorenzo Fortunato \| Italie \| Eolo-Kometa \| 5 h 17 min 22 s \| \| 2e \| Jan Tratnik \| Slovénie \| Bahrain Victorious \| + 26 s \| \| 3e \| Alessandro Covi \| Italie \| UAE Team Emirates \| + 59 s \| \| 4e \| Egan Bernal \| Colombie \| Ineos Grenadiers \| + 1 min 43 s \| \| 5e \| Bauke Mollema \| Pays-Bas \| Trek-Segafredo \| + 1 min 47 s \| \| 6e \| Simon Yates \| Royaume-Uni \| BikeExchange \| + 1 min 54 s \| \| 7e \| George Bennett \| Nouvelle-Zélande \| Jumbo-Visma \| + 2 min 10 s \| \| 8e \| Nélson Oliveira \| Portugal \| Movistar Team \| + 2 min 18 s \| \| 9e \| Daniel Martínez \| Colombie \| Ineos Grenadiers \| + 2 min 22 s \| \| 10e \| Damiano Caruso \| Italie \| Bahrain Victorious \| + 2 min 22 s \| |                   |                  |                    |                 |
| |                   |                  |                    |                 |
| Source : ProCyclingStats |                   |                  |                    |                 |
| Classement de l'étape |                   |                  |                    |                 |
| Coureur | Coureur           | Pays             | Équipe             | Temps           |
| 1er | Lorenzo Fortunato | Italie           | Eolo-Kometa        | 5 h 17 min 22 s |
| 2e | Jan Tratnik       | Slovénie         | Bahrain Victorious | + 26 s          |
| 3e | Alessandro Covi   | Italie           | UAE Team Emirates  | + 59 s          |
| 4e | Egan Bernal       | Colombie         | Ineos Grenadiers   | + 1 min 43 s    |
| 5e | Bauke Mollema     | Pays-Bas         | Trek-Segafredo     | + 1 min 47 s    |
| 6e | Simon Yates       | Royaume-Uni      | BikeExchange       | + 1 min 54 s    |
| 7e | George Bennett    | Nouvelle-Zélande | Jumbo-Visma        | + 2 min 10 s    |
| 8e | Nélson Oliveira   | Portugal         | Movistar Team      | + 2 min 18 s    |
| 9e | Daniel Martínez   | Colombie         | Ineos Grenadiers   | + 2 min 22 s    |
| 10e | Damiano Caruso    | Italie           | Bahrain Victorious | + 2 min 22 s    |

### Points attribués pour le classement par points
| Sprint intermédiaire Meduno (km 119,6) | Sprint intermédiaire Meduno (km 119,6) | Sprint intermédiaire Meduno (km 119,6) | Sprint intermédiaire Meduno (km 119,6) | Sprint intermédiaire Meduno (km 119,6) |
| -------------------------------------- | -------------------------------------- | -------------------------------------- | -------------------------------------- | -------------------------------------- |
|                                        | Coureur                                | Pays                                   | Équipe                                 | Point(s)                               |
| 1er                                    | Jan Tratnik                            | Slovénie                               | Bahrain Victorious                     | 12                                     |
| 2e                                     | Andrii Ponomar                         | Ukraine                                | Androni Giocattoli-Sidermec            | 8                                      |
| 3e                                     | Lorenzo Fortunato                      | Italie                                 | Eolo-Kometa                            | 6                                      |
| 4e                                     | Rémy Rochas                            | France                                 | Cofidis                                | 5                                      |
| 5e                                     | Bauke Mollema                          | Pays-Bas                               | Trek-Segafredo                         | 4                                      |
| 6e                                     | Edoardo Affini                         | Italie                                 | Jumbo-Visma                            | 3                                      |
| 7e                                     | George Bennett                         | Nouvelle-Zélande                       | Jumbo-Visma                            | 2                                      |
| 8e                                     | Alessandro Covi                        | Italie                                 | UAE Emirates                           | 1                                      |
| modifier                               |                                        |                                        |                                        |                                        |

| Arrivée d'étape Monte Zoncolan (km 204) | Arrivée d'étape Monte Zoncolan (km 204) | Arrivée d'étape Monte Zoncolan (km 204) | Arrivée d'étape Monte Zoncolan (km 204) | Arrivée d'étape Monte Zoncolan (km 204) |
| --------------------------------------- | --------------------------------------- | --------------------------------------- | --------------------------------------- | --------------------------------------- |
|                                         | Coureur                                 | Pays                                    | Équipe                                  | Point(s)                                |
| 1er                                     | Lorenzo Fortunato                       | Italie                                  | Eolo-Kometa                             | 15                                      |
| 2e                                      | Jan Tratnik                             | Slovénie                                | Bahrain Victorious                      | 12                                      |
| 3e                                      | Alessandro Covi                         | Italie                                  | UAE Emirates                            | 9                                       |
| 4e                                      | Egan Bernal                             | Colombie                                | Ineos Grenadiers                        | 7                                       |
| 5e                                      | Bauke Mollema                           | Pays-Bas                                | Trek-Segafredo                          | 6                                       |
| 6e                                      | Simon Yates                             | Royaume-Uni                             | BikeExchange                            | 5                                       |
| 7e                                      | George Bennett                          | Nouvelle-Zélande                        | Jumbo-Visma                             | 4                                       |
| 8e                                      | Nélson Oliveira                         | Portugal                                | Movistar                                | 3                                       |
| 9e                                      | Daniel Martínez                         | Colombie                                | Ineos Grenadiers                        | 2                                       |
| 10e                                     | Damiano Caruso                          | Italie                                  | Bahrain Victorious                      | 1                                       |
| modifier                                |                                         |                                         |                                         |                                         |

### Points attribués pour le classement du meilleur grimpeur
| Castello di Caneva (km 77,1) 4e catégorie (2,1 km à 3,9%) | Castello di Caneva (km 77,1) 4e catégorie (2,1 km à 3,9%) | Castello di Caneva (km 77,1) 4e catégorie (2,1 km à 3,9%) | Castello di Caneva (km 77,1) 4e catégorie (2,1 km à 3,9%) | Castello di Caneva (km 77,1) 4e catégorie (2,1 km à 3,9%) |
| --------------------------------------------------------- | --------------------------------------------------------- | --------------------------------------------------------- | --------------------------------------------------------- | --------------------------------------------------------- |
|                                                           | Coureur                                                   | Pays                                                      | Équipe                                                    | Point(s)                                                  |
| 1er                                                       | Bauke Mollema                                             | Pays-Bas                                                  | Trek-Segafredo                                            | 3                                                         |
| 2e                                                        | Jacopo Mosca                                              | Italie                                                    | Trek-Segafredo                                            | 2                                                         |
| 3e                                                        | Rémy Rochas                                               | France                                                    | Cofidis                                                   | 1                                                         |
| modifier                                                  |                                                           |                                                           |                                                           |                                                           |

| Forcella Monte Rest (km 145,9) 2e catégorie (11,5 km à 6%) | Forcella Monte Rest (km 145,9) 2e catégorie (11,5 km à 6%) | Forcella Monte Rest (km 145,9) 2e catégorie (11,5 km à 6%) | Forcella Monte Rest (km 145,9) 2e catégorie (11,5 km à 6%) | Forcella Monte Rest (km 145,9) 2e catégorie (11,5 km à 6%) |
| ---------------------------------------------------------- | ---------------------------------------------------------- | ---------------------------------------------------------- | ---------------------------------------------------------- | ---------------------------------------------------------- |
|                                                            | Coureur                                                    | Pays                                                       | Équipe                                                     | Point(s)                                                   |
| 1er                                                        | Bauke Mollema                                              | Pays-Bas                                                   | Trek-Segafredo                                             | 18                                                         |
| 2e                                                         | Jacopo Mosca                                               | Italie                                                     | Trek-Segafredo                                             | 8                                                          |
| 3e                                                         | Jan Tratnik                                                | Slovénie                                                   | Bahrain Victorious                                         | 6                                                          |
| 4e                                                         | Edoardo Affini                                             | Italie                                                     | Jumbo-Visma                                                | 4                                                          |
| 5e                                                         | George Bennett                                             | Nouvelle-Zélande                                           | Jumbo-Visma                                                | 2                                                          |
| 6e                                                         | Alessandro Covi                                            | Italie                                                     | UAE Emirates                                               | 1                                                          |
| modifier                                                   |                                                            |                                                            |                                                            |                                                            |

| \| Monte Zoncolan (km 204) 1re catégorie (13,1 km à 8,9%) \| Monte Zoncolan (km 204) 1re catégorie (13,1 km à 8,9%) \| Monte Zoncolan (km 204) 1re catégorie (13,1 km à 8,9%) \| Monte Zoncolan (km 204) 1re catégorie (13,1 km à 8,9%) \| Monte Zoncolan (km 204) 1re catégorie (13,1 km à 8,9%) \| \| ------------------------------------------------------ \| ------------------------------------------------------ \| ------------------------------------------------------ \| ------------------------------------------------------ \| ------------------------------------------------------ \| \| \| Coureur \| Pays \| Équipe \| Point(s) \| \| 1er \| Lorenzo Fortunato \| Italie \| Eolo-Kometa \| 40 \| \| 2e \| Jan Tratnik \| Slovénie \| Bahrain Victorious \| 18 \| \| 3e \| Alessandro Covi \| Italie \| UAE Emirates \| 12 \| \| 4e \| Egan Bernal \| Colombie \| Ineos Grenadiers \| 9 \| \| 5e \| Bauke Mollema \| Pays-Bas \| Trek-Segafredo \| 6 \| \| 6e \| Simon Yates \| Royaume-Uni \| BikeExchange \| 4 \| \| 7e \| George Bennett \| Nouvelle-Zélande \| Jumbo-Visma \| 2 \| \| 8e \| Nélson Oliveira \| Portugal \| Movistar \| 1 \| \| modifier \| \| \| \| \| |                   |                  |                    |          |
| Monte Zoncolan (km 204) 1re catégorie (13,1 km à 8,9%) |                   |                  |                    |          |
| | Coureur           | Pays             | Équipe             | Point(s) |
| 1er | Lorenzo Fortunato | Italie           | Eolo-Kometa        | 40       |
| 2e | Jan Tratnik       | Slovénie         | Bahrain Victorious | 18       |
| 3e | Alessandro Covi   | Italie           | UAE Emirates       | 12       |
| 4e | Egan Bernal       | Colombie         | Ineos Grenadiers   | 9        |
| 5e | Bauke Mollema     | Pays-Bas         | Trek-Segafredo     | 6        |
| 6e | Simon Yates       | Royaume-Uni      | BikeExchange       | 4        |
| 7e | George Bennett    | Nouvelle-Zélande | Jumbo-Visma        | 2        |
| 8e | Nélson Oliveira   | Portugal         | Movistar           | 1        |
| modifier |                   |                  |                    |          |

### Points attribués pour le classement des sprints intermédiaires
| Sprint intermédiaire Meduno (km 119,6) | Sprint intermédiaire Meduno (km 119,6) | Sprint intermédiaire Meduno (km 119,6) | Sprint intermédiaire Meduno (km 119,6) | Sprint intermédiaire Meduno (km 119,6) |
| -------------------------------------- | -------------------------------------- | -------------------------------------- | -------------------------------------- | -------------------------------------- |
|                                        | Coureur                                | Pays                                   | Équipe                                 | Point(s)                               |
| 1er                                    | Jan Tratnik                            | Slovénie                               | Bahrain Victorious                     | 10                                     |
| 2e                                     | Andrii Ponomar                         | Ukraine                                | Androni Giocattoli-Sidermec            | 6                                      |
| 3e                                     | Lorenzo Fortunato                      | Italie                                 | Eolo-Kometa                            | 3                                      |
| 4e                                     | Rémy Rochas                            | France                                 | Cofidis                                | 2                                      |
| 5e                                     | Bauke Mollema                          | Pays-Bas                               | Trek-Segafredo                         | 1                                      |
| modifier                               |                                        |                                        |                                        |                                        |

| Sprint intermédiaire Arta Terme (km 185,2) | Sprint intermédiaire Arta Terme (km 185,2) | Sprint intermédiaire Arta Terme (km 185,2) | Sprint intermédiaire Arta Terme (km 185,2) | Sprint intermédiaire Arta Terme (km 185,2) |
| ------------------------------------------ | ------------------------------------------ | ------------------------------------------ | ------------------------------------------ | ------------------------------------------ |
|                                            | Coureur                                    | Pays                                       | Équipe                                     | Point(s)                                   |
| 1er                                        | Edoardo Affini                             | Italie                                     | Jumbo-Visma                                | 10                                         |
| 2e                                         | Jacopo Mosca                               | Italie                                     | Trek-Segafredo                             | 6                                          |
| 3e                                         | Jan Tratnik                                | Slovénie                                   | Bahrain Victorious                         | 3                                          |
| 4e                                         | Bauke Mollema                              | Pays-Bas                                   | Trek-Segafredo                             | 2                                          |
| 5e                                         | Nélson Oliveira                            | Portugal                                   | Movistar                                   | 1                                          |
| modifier                                   |                                            |                                            |                                            |                                            |

### Bonifications
|   | Coureur        | Pays     | Équipe             | Secondes |
| - | -------------- | -------- | ------------------ | -------- |
| 1 | Edoardo Affini | Italie   | Jumbo-Visma        | 3 s      |
| 2 | Jacopo Mosca   | Italie   | Trek-Segafredo     | 2 s      |
| 3 | Jan Tratnik    | Slovénie | Bahrain Victorious | 1 s      |

|   | Coureur           | Pays     | Équipe             | Secondes |
| - | ----------------- | -------- | ------------------ | -------- |
| 1 | Lorenzo Fortunato | Italie   | Eolo-Kometa        | 10 s     |
| 2 | Jan Tratnik       | Slovénie | Bahrain Victorious | 6 s      |
| 3 | Alessandro Covi   | Italie   | UAE Emirates       | 4 s      |

## Classements à l'issue de l'étape

### Classement général
| \| Classement général \| Classement général \| Classement général \| Classement général \| Classement général \| \| Coureur \| Coureur \| Pays \| Équipe \| Temps \| \| ------------------ \| ------------------ \| ------------------ \| --------------------- \| ------------------ \| \| 1er \| Egan Bernal \| Colombie \| Ineos Grenadiers \| 58 h 30 min 47 s \| \| 2e \| Simon Yates \| Royaume-Uni \| BikeExchange \| + 1 min 33 s \| \| 3e \| Damiano Caruso \| Italie \| Bahrain Victorious \| + 1 min 51 s \| \| 4e \| Aleksandr Vlasov \| Russie \| Astana-Premier Tech \| + 1 min 57 s \| \| 5e \| Hugh Carthy \| Royaume-Uni \| EF Education-Nippo \| + 2 min 11 s \| \| 6e \| Emanuel Buchmann \| Allemagne \| Bora-Hansgrohe \| + 2 min 36 s \| \| 7e \| Giulio Ciccone \| Italie \| Trek-Segafredo \| + 3 min 03 s \| \| 8e \| Remco Evenepoel \| Belgique \| Deceuninck-Quick Step \| + 3 min 52 s \| \| 9e \| Daniel Martínez \| Colombie \| Ineos Grenadiers \| + 3 min 54 s \| \| 10e \| Romain Bardet \| France \| Team DSM \| + 4 min 31 s \| |                  |             |                       |                  |
| |                  |             |                       |                  |
| Source : ProCyclingStats |                  |             |                       |                  |
| Classement général |                  |             |                       |                  |
| Coureur | Coureur          | Pays        | Équipe                | Temps            |
| 1er | Egan Bernal      | Colombie    | Ineos Grenadiers      | 58 h 30 min 47 s |
| 2e | Simon Yates      | Royaume-Uni | BikeExchange          | + 1 min 33 s     |
| 3e | Damiano Caruso   | Italie      | Bahrain Victorious    | + 1 min 51 s     |
| 4e | Aleksandr Vlasov | Russie      | Astana-Premier Tech   | + 1 min 57 s     |
| 5e | Hugh Carthy      | Royaume-Uni | EF Education-Nippo    | + 2 min 11 s     |
| 6e | Emanuel Buchmann | Allemagne   | Bora-Hansgrohe        | + 2 min 36 s     |
| 7e | Giulio Ciccone   | Italie      | Trek-Segafredo        | + 3 min 03 s     |
| 8e | Remco Evenepoel  | Belgique    | Deceuninck-Quick Step | + 3 min 52 s     |
| 9e | Daniel Martínez  | Colombie    | Ineos Grenadiers      | + 3 min 54 s     |
| 10e | Romain Bardet    | France      | Team DSM              | + 4 min 31 s     |

| Classement par points | Classement par points | Classement par points | Classement par points              | Classement par points |
| Coureur               | Coureur               | Pays                  | Équipe                             | Points                |
| --------------------- | --------------------- | --------------------- | ---------------------------------- | --------------------- |
| 1er                   | Peter Sagan           | Slovaquie             | Bora-Hansgrohe                     | 135 pts               |
| 2e                    | Giacomo Nizzolo       | Italie                | Qhubeka Assos                      | 126 pts               |
| 3e                    | Davide Cimolai        | Italie                | Israel Start-Up Nation             | 113 pts               |
| 4e                    | Fernando Gaviria      | Colombie              | UAE Team Emirates                  | 110 pts               |
| 5e                    | Elia Viviani          | Italie                | Cofidis                            | 86 pts                |
| 6e                    | Edoardo Affini        | Italie                | Jumbo-Visma                        | 50 pts                |
| 7e                    | Umberto Marengo       | Italie                | Bardiani CSF Faizanè               | 45 pts                |
| 8e                    | Matteo Moschetti      | Italie                | Trek-Segafredo                     | 44 pts                |
| 9e                    | Francesco Gavazzi     | Italie                | Eolo-Kometa                        | 42 pts                |
| 10e                   | Andrea Pasqualon      | Italie                | Intermarché-Wanty-Gobert Matériaux | 41 pts                |

| Classement par points | Classement par points | Classement par points | Classement par points              | Classement par points |
| Coureur               | Coureur               | Pays                  | Équipe                             | Points                |
| --------------------- | --------------------- | --------------------- | ---------------------------------- | --------------------- |
| 1er                   | Peter Sagan           | Slovaquie             | Bora-Hansgrohe                     | 135 pts               |
| 2e                    | Giacomo Nizzolo       | Italie                | Qhubeka Assos                      | 126 pts               |
| 3e                    | Davide Cimolai        | Italie                | Israel Start-Up Nation             | 113 pts               |
| 4e                    | Fernando Gaviria      | Colombie              | UAE Team Emirates                  | 110 pts               |
| 5e                    | Elia Viviani          | Italie                | Cofidis                            | 86 pts                |
| 6e                    | Edoardo Affini        | Italie                | Jumbo-Visma                        | 50 pts                |
| 7e                    | Umberto Marengo       | Italie                | Bardiani CSF Faizanè               | 45 pts                |
| 8e                    | Matteo Moschetti      | Italie                | Trek-Segafredo                     | 44 pts                |
| 9e                    | Francesco Gavazzi     | Italie                | Eolo-Kometa                        | 42 pts                |
| 10e                   | Andrea Pasqualon      | Italie                | Intermarché-Wanty-Gobert Matériaux | 41 pts                |

| Classement de la montagne | Classement de la montagne | Classement de la montagne | Classement de la montagne | Classement de la montagne |
| Coureur                   | Coureur                   | Pays                      | Équipe                    | Points                    |
| ------------------------- | ------------------------- | ------------------------- | ------------------------- | ------------------------- |
| 1er                       | Geoffrey Bouchard         | France                    | AG2R Citroën Team         | 96 pts                    |
| 2e                        | Egan Bernal               | Colombie                  | Ineos Grenadiers          | 57 pts                    |
| 3e                        | Bauke Mollema             | Pays-Bas                  | Trek-Segafredo            | 50 pts                    |
| 4e                        | Lorenzo Fortunato         | Italie                    | Eolo-Kometa               | 40 pts                    |
| 5e                        | Jan Tratnik               | Slovénie                  | Bahrain Victorious        | 26 pts                    |
| 6e                        | Kobe Goossens             | Belgique                  | Lotto-Soudal              | 24 pts                    |
| 7e                        | Giulio Ciccone            | Italie                    | Trek-Segafredo            | 20 pts                    |
| 8e                        | Francesco Gavazzi         | Italie                    | Eolo-Kometa               | 17 pts                    |
| 9e                        | Alessandro Covi           | Italie                    | UAE Team Emirates         | 17 pts                    |
| 10e                       | Vincenzo Albanese         | Italie                    | Eolo-Kometa               | 16 pts                    |

| Classement de la montagne | Classement de la montagne | Classement de la montagne | Classement de la montagne | Classement de la montagne |
| Coureur                   | Coureur                   | Pays                      | Équipe                    | Points                    |
| ------------------------- | ------------------------- | ------------------------- | ------------------------- | ------------------------- |
| 1er                       | Geoffrey Bouchard         | France                    | AG2R Citroën Team         | 96 pts                    |
| 2e                        | Egan Bernal               | Colombie                  | Ineos Grenadiers          | 57 pts                    |
| 3e                        | Bauke Mollema             | Pays-Bas                  | Trek-Segafredo            | 50 pts                    |
| 4e                        | Lorenzo Fortunato         | Italie                    | Eolo-Kometa               | 40 pts                    |
| 5e                        | Jan Tratnik               | Slovénie                  | Bahrain Victorious        | 26 pts                    |
| 6e                        | Kobe Goossens             | Belgique                  | Lotto-Soudal              | 24 pts                    |
| 7e                        | Giulio Ciccone            | Italie                    | Trek-Segafredo            | 20 pts                    |
| 8e                        | Francesco Gavazzi         | Italie                    | Eolo-Kometa               | 17 pts                    |
| 9e                        | Alessandro Covi           | Italie                    | UAE Team Emirates         | 17 pts                    |
| 10e                       | Vincenzo Albanese         | Italie                    | Eolo-Kometa               | 16 pts                    |

| Classement du meilleur jeune | Classement du meilleur jeune | Classement du meilleur jeune | Classement du meilleur jeune | Classement du meilleur jeune |
| Coureur                      | Coureur                      | Pays                         | Équipe                       | Temps                        |
| ---------------------------- | ---------------------------- | ---------------------------- | ---------------------------- | ---------------------------- |
| 1er                          | Egan Bernal                  | Colombie                     | Ineos Grenadiers             | 58 h 30 min 47 s             |
| 2e                           | Aleksandr Vlasov             | Russie                       | Astana-Premier Tech          | + 1 min 57 s                 |
| 3e                           | Remco Evenepoel              | Belgique                     | Deceuninck-Quick Step        | + 3 min 52 s                 |
| 4e                           | Daniel Martínez              | Colombie                     | Ineos Grenadiers             | + 3 min 54 s                 |
| 5e                           | Tobias Foss                  | Norvège                      | Jumbo-Visma                  | + 5 min 37 s                 |
| 6e                           | Attila Valter                | Hongrie                      | Groupama-FDJ                 | + 7 min 49 s                 |
| 7e                           | João Almeida                 | Portugal                     | Deceuninck-Quick Step        | + 8 min 32 s                 |
| 8e                           | Lorenzo Fortunato            | Italie                       | Eolo-Kometa                  | + 28 min 33 s                |
| 9e                           | Alessandro Covi              | Italie                       | UAE Team Emirates            | + 44 min 14 s                |
| 10e                          | Einer Rubio                  | Colombie                     | Movistar Team                | + 46 min 52 s                |

| Classement du meilleur jeune | Classement du meilleur jeune | Classement du meilleur jeune | Classement du meilleur jeune | Classement du meilleur jeune |
| Coureur                      | Coureur                      | Pays                         | Équipe                       | Temps                        |
| ---------------------------- | ---------------------------- | ---------------------------- | ---------------------------- | ---------------------------- |
| 1er                          | Egan Bernal                  | Colombie                     | Ineos Grenadiers             | 58 h 30 min 47 s             |
| 2e                           | Aleksandr Vlasov             | Russie                       | Astana-Premier Tech          | + 1 min 57 s                 |
| 3e                           | Remco Evenepoel              | Belgique                     | Deceuninck-Quick Step        | + 3 min 52 s                 |
| 4e                           | Daniel Martínez              | Colombie                     | Ineos Grenadiers             | + 3 min 54 s                 |
| 5e                           | Tobias Foss                  | Norvège                      | Jumbo-Visma                  | + 5 min 37 s                 |
| 6e                           | Attila Valter                | Hongrie                      | Groupama-FDJ                 | + 7 min 49 s                 |
| 7e                           | João Almeida                 | Portugal                     | Deceuninck-Quick Step        | + 8 min 32 s                 |
| 8e                           | Lorenzo Fortunato            | Italie                       | Eolo-Kometa                  | + 28 min 33 s                |
| 9e                           | Alessandro Covi              | Italie                       | UAE Team Emirates            | + 44 min 14 s                |
| 10e                          | Einer Rubio                  | Colombie                     | Movistar Team                | + 46 min 52 s                |

| Classement par équipes | Classement par équipes | Classement par équipes | Classement par équipes |
| Équipe                 | Équipe                 | Pays                   | Temps                  |
| ---------------------- | ---------------------- | ---------------------- | ---------------------- |
| 1re                    | Ineos Grenadiers       | Royaume-Uni            | 175 h 45 min 25 s      |
| 2e                     | Trek-Segafredo         | États-Unis             | + 7 min 00 s           |
| 3e                     | Team BikeExchange      | Australie              | + 8 min 04 s           |
| 4e                     | EF Education-Nippo     | États-Unis             | + 17 min 35 s          |
| 5e                     | Jumbo-Visma            | Pays-Bas               | + 19 min 32 s          |
| 6e                     | Team DSM               | Allemagne              | + 26 min 35 s          |
| 7e                     | Deceuninck-Quick Step  | Belgique               | + 26 min 56 s          |
| 8e                     | Bahrain Victorious     | Bahreïn                | + 32 min 15 s          |
| 9e                     | Movistar Team          | Espagne                | + 38 min 32 s          |
| 10e                    | Astana-Premier Tech    | Kazakhstan             | + 43 min 42 s          |

| Classement par équipes | Classement par équipes | Classement par équipes | Classement par équipes |
| Équipe                 | Équipe                 | Pays                   | Temps                  |
| ---------------------- | ---------------------- | ---------------------- | ---------------------- |
| 1re                    | Ineos Grenadiers       | Royaume-Uni            | 175 h 45 min 25 s      |
| 2e                     | Trek-Segafredo         | États-Unis             | + 7 min 00 s           |
| 3e                     | Team BikeExchange      | Australie              | + 8 min 04 s           |
| 4e                     | EF Education-Nippo     | États-Unis             | + 17 min 35 s          |
| 5e                     | Jumbo-Visma            | Pays-Bas               | + 19 min 32 s          |
| 6e                     | Team DSM               | Allemagne              | + 26 min 35 s          |
| 7e                     | Deceuninck-Quick Step  | Belgique               | + 26 min 56 s          |
| 8e                     | Bahrain Victorious     | Bahreïn                | + 32 min 15 s          |
| 9e                     | Movistar Team          | Espagne                | + 38 min 32 s          |
| 10e                    | Astana-Premier Tech    | Kazakhstan             | + 43 min 42 s          |

## Abandons
- David Dekker (Jumbo-Visma) : non-partant
- Nicolas Edet (Cofidis) : abandon
- Dylan Groenewegen (Jumbo-Visma) : non-partant
- Jai Hindley (Team DSM) : non-partant
- Roger Kluge (Lotto-Soudal) : abandon